# Rena dissecta
Espèce
Synonymes
- Glauconia dissecta Cope, 1896
- Rena dissectus (Cope, 1896)
- Leptotyphlops dissectus (Cope, 1896)

Statut de conservation UICN

 LC  : Préoccupation mineure
Rena dissecta est une espèce de serpents de la famille des Leptotyphlopidae.

## Répartition
Cette espèce est endémique des États-Unis. Elle se rencontre dans le Nouveau-Mexique et dans l'ouest du Texas.

## Publication originale
- Cope, 1896 : On a new Glauconia from Mexico. American Naturalist, Lancaster, vol. 30, p. 753 (texte intégral).